# Montandon (Pennsylvanie)
 (août 2025).
Montandon est une census-designated place située dans le comté de Northumberland, dans l’État de Pennsylvanie, aux États-Unis. Lors du recensement de 2020, elle compte 873 habitants.